# Hoofdvaart College
Het Hoofdvaart College is een middelbare school in Hoofddorp in de gemeente Haarlemmermeer. Op het Hoofdvaart College wordt lesgegeven op het VMBO. De school is vernoemd naar de Hoofdvaart in Haarlemmermeer en is aangesloten bij de Dunamare onderwijsgroep.

## Geschiedenis
Op 16 november 1946 richtte burgemeester Johannis Freerk Jansonius de Vereniging Ambachtsschool Haarlemmermeer op ter behoeve aan de vraag van ambtscholen in de gemeente.
De school begon in 1947 met avondlessen in de genieloods in Hoofddorp. De dagschool startte op 1 september 1948 met 86 leerlingen. Het jaar daarop kocht het bestuur van de school een stuk grond aan de Hoofdweg in Hoofddorp. De naam van de school werd gewijzigd in Burgemeester Jansoniusschool. De school was aanvankelijk een technische school en werd later samengevoegd met de huishoudschool.
In 1964 verhuisde de school naar een modern gebouw aan de Hoofdweg, naast de Hoofdvaart in Hoofddorp. Eind jaren 90 veranderde de school haar naam in Hoofdvaart College, vernoemd naar de Hoofdvaart naast het schoolgebouw. In 2005 voldeed het toenmalige schoolgebouw niet meer aan de eisen en verhuisde de school in 2006 naar de Steve Bikostraat in Hoofddorp en verliet het haar locatie naast de naamgever van de school, de Hoofdvaart. Het oude gebouw werd gesloopt en op de voormalige locatie staat sinds 2010 een woonwijk. In 2017 maakte de schoolleiding bekend per 2020 weer naar een nieuwe locatie te verhuizen in Hoofddorp. De school zal gaan verhuizen naar de voormalige kantoorwijk De President in Hoofddorp dat momenteel tot woonwijk wordt omgebouwd.

## Ophef
In maart 2019 werd het Hoofdvaart College landelijk in verlegenheid gebracht toen nieuwskrant De Telegraaf een interview publiceerde met een geschorste onderwijsassistent van het Hoofdvaart. De onderwijsassistent was geschorst nadat islamitische leerlingen de docent beschuldigde van het beledigen van de profeet Mohammed en de docent werd geïntimideerd door leerlingen. Dit leidde tot kamervragen van zowel de VVD, ChristenUnie en PVV en ook de lokale politiek in Haarlemmermeer liet haar afkeuring blijken van de situatie.
Het bestuur van het Hoofdvaart en de Dunamare Onderwijsgroep weigerde over de situatie te spreken en lieten enkel in een verklaring weten dat er tussen de docent en school een bemiddelingsproject zou worden gestart.